# Paul Fannin
Paul Jones Fannin, född 29 januari 1907 i Ashland, Kentucky, död 13 januari 2002 i Phoenix, Arizona, var en amerikansk affärsman och politiker (republikan).
Fannin studerade vid University of Arizona och Stanford University. Han gjorde sin karriär inom oljeindustrin innan han blev politiker. Han var den 11:e guvernören i delstaten Arizona 1959-1965.
Efter tiden som guvernör blev Fannin invald i USA:s senat. Barry Goldwater kandiderade inte till omval i 1964 års kongressval, eftersom han var republikanernas presidentkandidat det året. Fannin efterträdde Goldwater 1965 i senaten och när Goldwater kom tillbaka två år senare, representerade de Arizona tillsammans och oftast stod de två konservativa republikanerna på samma sida i sakfrågorna. Fannin lämnade senaten 1977 efter två mandatperioder och efterträddes av demokraten Dennis DeConcini.